# Parede abdominal
A parede abdominal representa os limites da cavidade abdominal. A parede abdominal é dividida nas paredes posterior (costas), lateral (lados) e anterior (frente).

## Região abdominal e seus conteúdos
O Abdome é uma câmara de formato próximo a um cilindro, que se estende da margem inferior do tórax até a margem superior da pelve e dos membros inferiores. A abertura superior do abdome é formada pela abertura torácica inferior e fechada pelo diafragma.  Inferiormente a abertura abdominal profunda é contínua com a parede pélvica na abertura pélvica e superficialmente o limite é a margem superior do membro inferior.
Trata-se de um receptáculo que abriga a maioria dos órgãos do sistema digestório e parte dos sistemas genital e urinário. A contenção dos órgãos é feita anterolateralmente pelas paredes musculoaponeuróticas, superiormente pelo diafragma e inferiormente pelos músculos da pelve, onde se localizam os órgãos do aparelho reprodutor.
A câmara delimitada pela parede abdominal contém a cavidade peritoneal, que se comunica livremente com a cavidade pélvica. As vísceras se encontram suspensas nesta cavidade pelo mesentério ou posicionadas entre a cavidade e a parede musculoesquelética.
As vísceras abdominais são elementos do sistema gastrointestinal (esôfago,  estômago, intestino grosso, intestino delgado, fígado, pâncreas e vesícula biliar), baço, componentes do sistema urinário (rins e ureteres) e glândulas suprarrenais. As paredes musculares do abdome são responsáveis pela proteção dessas vísceras.
Outro importante papel da parede abdominal é auxiliar na respiração, relaxando durante a inspiração para acomodar o deslocamento inferior das vísceras durante a contração do diafragma e durante a expiração se contrai para ajudar a elevar o diafragma e reduzir o volume torácico.
Os componentes do abdome serão descritos adiante:

## Parede Abdominal:
Composta por ossos e sobretudo músculos. Os elementos esqueléticos são cinco vértebras lombares, partes superiores dos ossos pélvicos e ossos da parede torácica inferior, como as costelas XI e XII e o processo xifoide. Os músculos que participam da composição da parede abdominal são o quadrado lombar, psoas maior e ilíaco (posteriormente), transverso do abdome, oblíquo interno e oblíquo externo (lateralmente) e os retos abdominais (anteriormente). A continuidade entre essas partes anterior, lateral e posterior, é dada pela fáscia e por aponeuroses dos músculos da parede lateral.
Embora seja contínua, é subdividida em paredes anterior, laterais direita e esquerda e posterior. É musculoaponeurótica, com exceção da posterior, que inclui a região lombar da coluna vertebral. Como o limite entre a anterior e as laterais é indefinido, costuma-se falar em parede anterolateral do abdome e essa estende-se da caixa torácica até a pelve.
A parede anterolateral é formada por pele, tecido subcutâneo, gordura, músculos, suas aponeuroses, fáscia muscular, gordura extraperitoneal e peritônio. A maior parte dessa parede tem três camadas musculotendíneas, cujas fibras de cada camada seguem em diferentes direções.
Superficialmente, chama atenção na parede abdominal a cicatriz umbilical (cuja posição varia em função da quantidade de gordura subcutânea), a fossa epigástrica (depressão imediatamente inferior ao processo xifoide), a linha alba (sulco localizado verticalmente entre as duas partes do músculo reto do abdome. Em gestantes costuma se pigmentar e passa a ser denominada linha nigra) e as linhas semilunares (impressões cutâneas que se estendem da margem costal inferior até os tubérculos púbicos).

## Cavidade abdominal
O sistema gastrointestinal é suspenso da parede abdominal posterior e parcialmente da anterior através de finas camadas de tecidos, os mesentérios. Há um mesentério anterior/ventral para as regiões próximas do tubo digestório e um mesentério posterior/dorsal ao longo de todo o sistema. Vísceras que não estão suspensas pelos mesentérios, como os rins, estão associadas à parede abdominal. A cavidade é revestida pelo peritônio, que se divide em parietal e visceral. As vísceras são intraperitoneais (aquelas que são sustentadas pelos mesentérios, como as vísceras do trato gastrointestinal) ou retroperitoneais (não são sustentadas pelo mesentério e ficam entre o peritônio parietal e a parede abdominal, como os rins e ureteres).
A cavidade peritoneal está contida na cavidade abdominal e continua inferiormente até a cavidade pélvica. É um espaço entre as lâminas parietal e visceral do peritônio. Não contém órgãos e sim líquido peritoneal, composto por água, eletrólitos e substâncias derivadas do líquido intersticial. O líquido peritoneal é responsável pela lubrificação para que as vísceras se movimentem umas sobre as outras sem atritos.
Vários termos são utilizados para descrever partes do peritônio que unem os órgãos entre si e os unem à parede do abdome. O mesentério é uma dupla lâmina de peritônio formado pela invaginação do peritônio por um órgão, unindo-o à parede, geralmente posterior. O mesentério pode ser designado de acordo com o órgão ao qual é responsável por ligar, por exemplo, mesocolo, mesoesôfago, mesogástrio e mesoapêncide. Omento é uma extensão de peritônio em duas camadas que vai do estômago e duodeno até os órgãos adjacentes na cavidade abdominal.
O omento maior é proeminente, tem quatro camadas, pende entre a curvatura maior do estômago e o duodeno, desce, dobra novamente e se fixa à face anterior do colo transverso. O omento menor é uma prega dupla que une a curvatura menor do estômago e o duodeno ao fígado.       

## Peritônio, fáscias e ligamentos

### Fáscias
O tecido subcutâneo da parede abdominal possui uma quantidade variável de gordura. Superiormente ao umbigo, o tecido subcutâneo é igual ao encontrado na maiora das regiões. Entretanto, inferiormente ao umbigo, a parte mais profunda do tecido subcutâneo é reforçada por fibras elásticas e colágenas, formando duas camadas: o panículo adiposo do abdômen (fáscia de Camper) e o estrato membranáceo (fáscia de Scarpa) da tela subcutânea do abdome. O estrato membranáceo continua inferiormente na região perineal como estrato membranáceo do períneo (fáscia de Colles).
A face interna da parede abdominal é revestida por lâminas membranáceas e areolares de espessura variável denominada fáscia parietal do abdome (endoabdominal). A porção que reveste a superfície profunda do músculo transverso do abdome e sua aponeurose é a fáscia transversal.

### Peritônio
O peritônio é uma membrana serosa transparente, contínua, brilhante e escorregadia de parede dupla que recobre a cavidade abdominopélvica. É constituído por duas lâminas: o peritônio visceral, o qual reveste os órgãos internos do abdômen, e o peritônio parietal, que reveste a face interna da cavidade abdominopélvica. A sua função consiste basicamente em reduzir o atrito, promover uma maior resistência à infecções e proteger os órgão abdominopélvicos, similar ao que a pleura faz no tórax.
O peritônio parietal possui a mesma rede vascular e linfática, bem como a mesma inevarção somática da região da parede que o resveste. Sendo assim, como a pele sobrejacente, o peritônio é sensível a pressão, frio, dor, calor e laceração. Normalmente a dor do peritônio parietal é bem localizada, devido a sua inervação. Já o peritônio visceral, possui a mesma rede vascular, linfática e nervosa, equivalente aos órgãos que ele recobre. Ele é insensível ao toque, calor, frio ou laceração, sendo estimulado basicamente por distensão e irritação química. Em consequência de sua inervação, a dor provocada é mal localizada, sendo referida nos dermátomos.

### Cavidade Peritoneal
É um espaço virtual situado entre as lâminas visceral e parietal do peritônio. Contém uma fina película de líquido peritoneal, que é composto de água, eletrólitos e outras substâncias derivadas do líquido intersticial. O líquido peritoneal tem como função lubrificar as superfícies peritoneais, reduzindo o atrito e facilitando movimentos. Além disso, ele possui leucócitos e anticorpos que ajudam a resistir à infecções. Nos homens, a cavidade peritoneal é totalmente fechada, já nas mulheres, existe uma comunicação com o exterior do corpo através das tubas uterinas, cavidade uterina e vagina.

### Formações Peritoneais
Mesentério: É formado pela invaginação do peritônio por um órgão. É responsável por unir um órgão intraperitoneal à parede do corpo, geralmente a parede abdominal posterior. O mesentério do intestino delgado costuma ser chamado simplesmente de “mesentério”, todavia, os mesentérios dos demais órgãos recebem denominações específicas, como por exemplo: mesoesôfago, mesogátrio e mesoapêndice.  As tubas uterinas estão em um mesentério estreito chamado de mesossalpinge (vai do ligamento largo até a tuba), os ovários estão fixos a parede abdominal por meio de uma prega peritoneal chamada de mesovário (vai do ligamento largo até o ovário) e o mesométrio fixa o útero as paredes abdominais.

### Ligamentos
O ligamento suspensor do ovário (ou também chamado de infundíbulo pélvico) estende-se da fáscia do músculo psoas maior à extremidade tubal do ovário, enquanto o ligamento próprio do ovário (útero-ovárico) vai de sua extremidade uterina à borda lateral do útero, logo abaixo da implantação da base da tuba uterina.
O ligamento redondo do útero conecta o fundo do útero ao grande lábio. Já o ligamento largo do útero, é uma dupla lâmina de peritônio (mesentério) que se entende das laterais do útero até as paredes laterais do assoalho da pelve. Esse ligamento é essencial para a manutenção da posição do útero.
Ademais, os ligamentos transversos do colo (cardinais), se estendem da porção supravaginal do colo e das partes laterais do fórnice da vagina até as paredes laterais da pelve.   Já os ligamentos retouterinos (uterossacrais) seguem superiormente e um pouco posteroinferiormente das laterais do colo do útero até o meio do sacro.
Juntos, esses ligamentos são fundamentais para a manutenção do útero centralizado na cavidade pélvica, resistindo a tendência de que o útero caia ou seja empurrado através da vagina.

## Diafragma
É um músculo tendinoso que separa o abdome e o tórax e é fixado aos ligamentos arqueados, dos quais o medial e o lateral atravessam músculos da parede abdominal posterior e se inserem nas vértebras e costelas. É um importante componente da parede abdominal posterior, à qual muitas vísceras estão relacionadas, além de ser o principal músculo da inspiração.
Possui a face superior convexa e voltada para a cavidade torácica e a face inferior côncava voltada para a cavidade abdominal. Curva-se superiormente nas cúpulas direita e esquerda, sendo a direita normalmente mais alta do que a esquerda devido à presença do fígado.

## Vísceras Abdominais
Abrangem a maior parte do sistema digestório: parte terminal do esôfago, estômago, intestinos, baço, pâncreas, fígado e vesícula biliar.. O fígado, o estômago e o baço se salientam para a cavidade torácica e recebem proteção de sua parte inferior.
Parte do sistema urinário está contido no abdome, que corresponde aos rins e aos ureteres. A urina é formada então na região abdominal e conduzida pelos ureteres até a bexiga urinária,originada já na pelve. As glândulas suprarrenais também se localizam no abdome, imediatamente acima dos rins.

## Marcos Anatômicos
Sabe-se que nove regiões da cavidade abdominal são usadas para descrição de dores, doenças, procedimentos, órgãos.
Dois planos sagitais e dois transversos delimitam essas regiões. Os verticais (ou sagitais) geralmente são os medioclaviculares, que seguem do ponto médio das clavículas até os pontos medioinguinais, pontos que correspondem ao marco médio entre espinha ilíaca anterossuperior e o tubérculo púbico de cada lado. Normalmente, os planos transversos são o subcostal e o intertubercular. O primeiro atravessa a margem inferior da 10ª cartilagem costal no lado correspondente e o segundo passa pelos tubérculos ilíacos e o corpo da vértebra L5.
As regiões que resultam dessa divisão são:
Superiormente: Hipocôndrio direito, epigástrio e hipocôndrio esquerdo.
Medialmente: Lateral direita (flanco direito), umbilical (mesogástrio) e lateral esquerda (flanco esquerdo)
Inferiormente: Inguinal direita, púbica (hipogástrio) e inguinal esquerda.
Em uma descrição clínica de forma mais geral, quatro quadrantes são representados na divisão da cavidade abdominal: Superior, Inferior, Direito e Esquerdo. Eles são delimitados pelo plano transumbilical (dividindo em superior e inferior) e o mediano vertical (que divide em quadrantes direito e esquerdo).

### Marcos anatômicos esqueléticos
A parede abdominal anterior possui alguns limites claramente definidos. Sobre o limite superior temos que, na linha mediana, localiza-se o processo xifoide. Nesse ponto, as margens costais estendem-se para os lados direito e esquerdo da sétima cartilagem costal na articulação xifoesternal até a extremidade anterior da da décima segunda costela, que é difícil sentir quando o paciente possui estatura baixa ou é obeso). A ponta do bordo inferior da nona cartilagem costal é definida como um “ressalto” distinto na margem costal. A parte mais inferior da margem costal é formada pela décima cartilagem costal e localiza-se na linha axilar média.
Quanto ao limite inferior, é formado, nessa ordem, pela crista ilíaca , que desce do tubérculo da crista ilíaca para a espinha ilíaca anterossuperior;o ligamento inguinal , que passa para baixo e para a frente para o tubérculo púbico; e a crista púbica, que vai, lateralmente, do tubérculo púbico até a sínfise púbica na linha média. Detectamos o tubérculo púbico pode ser identificado por meio de palpação direta em pessoas magras e, em obesos, palpando-se o tendão do adutor longo (em tensão, com o quadril flexionado, abduzido em rotação externa)  até sua fixação no púbis, que fica diretamente abaixo do tubérculo púbico. O limite postolateral, por sua vez, é definido pela linha axilar média.

### Marcos anatômicos de tecidos moles

#### Cicatriz umbilical
A cicatriz umbilical é um ponto onde todas as camadas da parede do abdome anterior confluem. Apesar de ser um marco anatômico óbvio,  não é constante. Ela geralmente se localiza no nível do disco entre a terceira e quarta vértebras lombares. Vale ressaltar que a aproximadamente 2 cm caudais à cicatriz umbilical está a bifurcação da aorta abdominal. Crianças e obesos, ou indivíduos com abdome em pêndulo, podem ter a cicatriz abdominal localizada em um nível mais baixo.

#### Reto abdominal
As inscrições tendíneas do reto podem ser visíveis em momentos de tensão muscular, nos indivíduos magros e musculosos, tais como elevação da cabeça contra a resistência e paciente na posição sentada. Essas inscrições estão normalmente localizadas a nível da cicatriz umbilical, também do processo xifoide e, ainda, entre os dois pontos.

#### Linha alba
É facilmente identificada acima da cicatriz umbilical (alargando-se, superiormente, até ficar da largura do apêndice xifoide) mas, abaixo dela, é quase invisível. O sulco que há sobre ela geralmente só é visível em indivíduos musculosos e magros. A linha alba separa as bainhas do músculo do abdome bilateralmente, dano passagem a pequenos vasos e nervos para a pele. A linha alba, em sua porção média, subjacente ao umbigo, contém o anel umbilical, por onde os vasos fetais eram capazes de entrar e sair do cordão umbilical e da placenta.
Durante a gestação, a linha alba se transforma em nigra; hiperpigmentação causada pela elevação dos níveis de progesterona que acabam por estimular a hipófise a secretar hormônio melanotrófico.

#### Linha semilunar
Normalmente é localizada na margem lateral da bainha do reto, sendo percebida como um sulco curvo raso quando, por exemplo, o indivíduo sai da posição de decúbito dorsal para sentado, em um momento de tensão muscular em indivíduos musculosos.

#### Região inguinal
O ponto médio inguinal e o ponto médio do ligamento inguinal são dois marcos comumente descritos.

#### Ponto médio inguinal
Está localizado no ponto médio da linha entre a sínfise púbica e a espinha ilíaca anterossuperior. O ponto médio inguinal se encontra superiormente ao ponto de palpação do pulso da artéria femoral, que se localiza abaixo do ligamento inguinal. Imediatamente acima do ponto médio inguinal está a marcação aproximada da superfície do anel inguinal profundo, sendo de grande utilidade para palpação da origem de um saco herniário inguinal indireto.

#### Ponto médio do ligamento inguinal
Esse ponto está entre o tubérculo púbico e a espinha ilíaca anterossuperior e lateral à origem dos vasos epigástricos inferiores junto à parede posterior do canal inguinal.

## Músculos anterolaterais da parede abdominal
A parede abdominal, assim como todos os componentes do abdome, tem funções importantes para a hemostasia do organismo. Dentre essas funções ganham destaque a proteção dos órgãos abdominais, o auxílio à musculatura dorsal nos movimentos do tronco e a estabilização da pelve durante o movimento e o repouso. Para que essas funções sejam executadas da melhor forma possível a parede abdominal apresenta alta resistência com o mínimo de espessura, algo possível devido a sua camada muscular.
A parede anterolateral do abdômen é composta por cinco pares bilaterais de músculos: oblíquo externo do abdome, oblíquo interno do abdome, transverso do abdome, reto do abdome e piramidal. Desses, os três primeiros são classificados em músculos planos e os dois últimos em músculos verticais.
Em condições de repouso do indivíduo o tônus da musculatura anterolateral do abdome fornece o suporte para as vísceras abdominais e mantém o contorno normal do abdome. Ademais, a contração ativa desses músculos desempenha papel fundamental na manutenção do tônus da parede abdominal quando a pressão intra-abdominal é aumentada. Ainda, os músculos do abdome atuam juntos para realizar várias funções, incluindo a geração de pressão positiva dentro das cavidades corporais, que auxilia em processos como expiração, defecação e micção e é fundamental no parto, na tosse e no vômito.
As fibras musculares das camadas concêntricas de músculos planos têm orientações diferentes; as fibras dos oblíquos (duas camadas externas) são diagonais e perpendiculares entre si, já as fibras do transverso (camada mais interna) são transversais, como sugere o nome do músculo.
Todos os três músculos planos continuam anterior e medialmente como aponeuroses fortes, semelhantes a lâminas, que formam a bainha do músculo reto do abdome, situada entre a linha medioclavicular e a linha mediana. Essa bainha envolve os dois músculos verticais, o grande reto do abdome e o pequeno piramidal.
A linha alba, uma rafe mediada, é formada pelo entrelaçamento das aponeuroses de ambos os lados do abdome e se estende do processo xifoide até a sínfise púbica. Esse entrelaçamento não se dá apenas entre os lados direito e esquerdo, mas também entre as camadas superficial e intermediária e entre as camadas intermediária e profunda.

### Músculo Oblíquo Externo
De forma geral, o músculo oblíquo externo tem origem nas oito costelas inferiores; tem como inserção a linha alba, tubérculo púbico e metade anterior da crista ilíaca; e como funções principais a compressão do abdome, rotação da região lombar e tração do tórax para baixo.
O músculo oblíquo externo é o mais superficial e mais profundo dos músculos planos. Sua parte carnosa contribui principalmente para a parede lateral do abdome, enquanto sua aponeurose contribui para a parte anterior dela. Embora suas fibras posteriores sigam um trajeto quase vertical para a crista ilíaca, suas fibras mais anteriores abrem-se em leque, seguindo em direção cada vez mais medial. As origens do músculo em costelas superiores e inferiores podem estar ausentes. As digitações ou mesmo todo o músculo podem estar reduplicados. Além disso, as origens superiores do músculo são, às vezes, contínuas com os músculos peitoral maior ou serrátil anterior.
O oblíquo externo, juntamente com o músculo oblíquo interno da região contralateral do abdome, forma o músculo digástrico, que tem dois ventres e um tendão central comum.

### Músculo Oblíquo Interno
De forma geral o músculo oblíquo interno tem origem nos dois terços anteriores da linha intermediária do segmento anterior da crista ilíaca, dois terços laterais da superfície superior sulcada do ligamento inguinal (fibras inferiores) e aponeurose toracolombar; inserção na linha alba e cartilagem costal das últimas quatro costelas; e como funções principais a compressão do abdome e a rotação da região lombar.
Ele, na maior parte do seu trajeto, localiza-se profundo ao músculo oblíquo externo, sendo mais fino e menos volumoso que este e abrindo-se em leque anteromedialmente. Suas fibras também se tornam aponeuróticas na Linha Medio-Clavicular e participam da formação da bainha do músculo reto do abdome.

### Músculo Transverso
De forma geral o músculo transverso do abdome tem origem nos dois terços anteriores do lábio interno do segmento anterior da crista ilíaca, no terço lateral do ligamento inguinal e fáscia ilíaca associada, aponeurose toracolombar e faces internas das seis cartilagens costais anteriores; inserção no processo xifoide, linha alba e púbis; e como função principal a compressão do abdome.
O músculo transverso do abdome é o mais interno dos três músculos planos do abdome e é composto, em sua maioria, por fibras que seguem em sentido transversal, com exceção das inferiores que seguem no mesmo sentido das do músculo oblíquo interno. Estas se inserem, juntamente com as fibras da aponeurose do músculo oblíquo interno, na crista púbica e na linha pectínea para formar o tendão conjunto. Próximo ao processo xifoide, a aponeurose é formada apenas a 2–3 cm da linha alba, de modo que a parte muscular do músculo transverso do abdome se estenda por trás do reto do abdome para dentro do folheto posterior da bainha do reto do abdome.
A orientação das fibras do músculo oblíquo interno é ideal para comprimir o conteúdo abdominal e aumentar a pressão intra-abdominal. Ademais, algumas vezes ele está fundido com o músculo oblíquo interno, podendo, ainda, estar ausente e raras ocasiões.

### Músculo Reto Abdominal
De forma geral, o músculo reto abdominal se origina na crista púbica e sínfise púbica, se insere na cartilagem costal da quinta à sétima costela e processo xifoide e tem como função principal a flexão da coluna vertebral.
O reto do abdome é um músculo longo, largo e semelhante a uma tira, que se estende por todo o comprimento da parede abdominal anterior, sendo considerado o maior músculo dessa região. Ele é constituído por um par de músculos retos que estão separados pela linha alba na linha mediada e sua maior parte está contida na bainha do músculo reto do abdome. Além disso, percebe-se diferença na porção superior e inferior desse músculo, sendo largo e fino superiormente e estreito e espesso inferiormente.
O músculo reto abdominal é denominado um músculo poligástrico, por apresentar diversos ventres musculares separados por intersecções tendíneas, as quais se localizam acima da cicatriz umbilical e podem ocorrer durante o desenvolvimento desse músculo ou representar os miosseptos que delineiam os miótomos que formam o músculo. Em relação à localização, uma dessas faixas tendíneas se localiza usualmente na linha do umbigo, outra está oposta à extremidade livre do processo xifoide, estando à terceira localizada entre essas duas. Ademais, algumas vezes são encontradas uma ou duas intersecções incompletas abaixo da linha do umbigo. Vale ressaltar, ainda, que as faixas tendíneas raramente atravessam completamente o músculo.
Como citado anteriormente, a borda medial do músculo reto está intimamente relacionada à linha alba. Por outro lado, quando se analisa a borda lateral desse músculo, que recebe o nome de linha semilunar, percebe-se que em indivíduos musculosos a demarcação pode ser facilmente visível, mesmo quando não há contração muscular, tornando-se difícil sua visualização em indivíduos normais e obesos.

#### Bainha do músculo reto abdominal
O músculo reto do abdome é envolvido a cada lado por uma bainha fibrosa, a bainha do músculo reto abdominal, que é formada pela aponeurose dos três músculos planos (oblíquo externo, oblíquo interno e transverso). É importante ressaltar que o músculo oblíquo interno divide-se em dois prolongamentos: um anterior e um posterior.
A transição do componente muscular para o aponeurótico fibroso desses três músculos ocorre em locais diferentes. Para os oblíquos externos essa transição ocorre ao longo de uma linha vertical traçada na espinha ilíaca ântero-superior, já nos músculos oblíquo inferior e transverso essa transição acontece mais medialmente. Devido a isso quando é realizada uma incisão transversal baixa é comum encontrar fibras musculares do oblíquo interno abaixo da camada aponeurótica do oblíquo externo.
Dependendo da localização avaliada a bainha do músculo reto do abdome tem características diferentes. Acima da linha arqueada do folheto poste a sua porção anterior é formada pela fusão da aponeurose do oblíquo externo com o prolongamento anterior da divisão da aponeurose do oblíquo interno, enquanto a sua porção posterior é composta pela fusão da porção posterior da divisão da aponeurose do oblíquo interno com o músculo transverso. Por outro lado, abaixo da linha arqueada as aponeuroses dos músculos oblíquo externo, oblíquo interno e do transverso se fundem e passam anteriormente ao músculo reto do abdome, posteriormente encontra-se uma membrana fibrosa chamada fáscia transversal.

### Músculo Piramidal
O músculo piramidal é um músculo triangular pequeno que se localiza no interior bainha do reto, em frente à parte inferior do reto do abdome. Não há explicações fisiológicas satisfatórias para sua função, mas acredita-se que ele tensiona a linha alba. Esse músculo não é encontrado em cerca de 20% das pessoas.
O músculo piramidal se origina de fibras tendinosas na face anterior do púbis e fibras ligamentosas em frente ao ligamento púbico anterior e termina na linha alba, a meio caminho entre o umbigo e o púbis. A inserção é usada como referência pelos cirurgiões para a incisão abdominal mediana. Vale ressaltar, ainda, que ele vai diminuindo de tamanho no percurso da origem até a sua inserção, forma que se assemelha a uma pirâmide. Ademais, o músculo varia consideravelmente de tamanho, podendo ser maior de um lado do que do outro, ausente em um lado ou em ambos, ou até mesmo duplicado.

## Circulação arterial e venosa da parede abdominal
A distribuição dos vasos sanguíneos na parede abdominal segue a disposição dos músculos, onde os vasos da parede abdominal anterolateral têm um padrão circunferencial e os da parede anterior central têm orientação mais vertical.
Do arco da aorta saem às artérias subclávias direita e esquerda. Um dos seus ramos será a artéria torácica interna. Sendo ramo direto desta, a artéria epigástrica superior entra na bainha do músculo reto do abdome através de sua camada posterior, irrigando a sua parte superior e, logo depois, irá fazer anastomose com a artéria epigástrica inferior próxima à região umbilical, onde irá irrigá-la. Outro ramo da artéria torácica interna será a artéria musculofrênica, que desce ao longo da margem costal para irrigar a parede abdominal superficial e profunda do hipocôndrio e o diafragma anterolateral.
Já da aorta torácica vão derivar os ramos da décima e décima primeira artérias intercostais posteriores e da artéria subcostal, que irão, além das costelas, descendo na parede abdominal entre os músculos oblíquo interno e transverso do abdome, distribuindo-se, então, pela parede abdominal superficial e profunda da região lateral, ou, melhor dizendo, pela região lombar ou flancos.
Sendo ramo da aorta abdominal, a artéria ilíaca externa tem como ramos a artéria epigástrica inferior e a circunflexa ilíaca profunda. A primeira delas, para entrar na bainha do músculo reto do abdome, segue superiormente na fáscia transversal, logo abaixo da linha arqueada, e, então, entrará na parte inferior do músculo reto do abdome, onde fará a anastomose com a artéria epigástrica superior e que, além do músculo reto, ela se distribuirá pela parede abdominal profunda das regiões púbica e umbilical inferior. Já o segundo ramo seguirá na face profunda da parede abdominal anterior, paralela ao ligamento inguinal, distribuindo-se pela parede abdominal profunda da região inguinal.
A artéria femoral, sendo continuação da artéria ilíaca externa a partir do ligamento inguinal, terá como ramo a artéria ilíaca superficial, que seguirá na tela subcutânea ao longo do ligamento inguinal, distribuindo-se, então, pela parede abdominal superficial da região inguinal. Além dela, há o ramo da artéria epigástrica superficial, que seguirá na tela subcutânea em direção ao umbigo, distribuindo-se pela parede abdominal superficial das regiões púbica e umbilical inferior.
As veias da parede abdominal anterolateral são respectivas as suas artérias, recebem o mesmo nome e tem seu território de drenagem correspondendo ao irrigado por elas.
A drenagem superior será feita pelas veias torácica interna e a torácica lateral. Já a drenagem inferior será pelas veias epigástrica superficial e epigástrica inferior, que levarão o sangue, respectivamente, para a veia femoral e a ilíaca externa. 
Pode se desenvolver uma anastomose venosa medial profunda entre a veia epigástrica inferior e as veias epigástrica superior ou torácica interna. As anastomoses superficiais e profundas podem garantir a circulação colateral durante a obstrução de uma das veias cavas.

## Inervação da parede abdominal
A inervação da parede abdominal se dá, sobretudo, pelos ramos ventrais inferiores segmentados das raízes torácicas intercostais de T7-T12, que se continuam anteriormente através dos espaços intercostais para dentro da cavidade abdominal. A maioria dos músculos recebe inervação compartilhada de mais de uma raiz nervosa, e a sensibilidade cutânea é feita por esses 6 nervos. Os nervos T7 e T8, ao aproximarem-se da sua extremidade anterior, curvam-se superomedialmente através da superfície profunda das cartilagens costais e entre as fibras do músculo transverso do abdome. Logo atingem a face profunda da camada posterior da aponeurose do músculo oblíquo interno, atravessando-a e passando posteriormente ao músculo reto abdominal e fornecem ramos para inervação da face superior desse músculo. Também suprem a superfície cutânea do epigástrio.
T9-T11 passam entre as interdigitações do diafragma e do músculo transverso do abdome. Entre o músculo transverso do abdome e o oblíquo interno o novo nervo seque horizontalmente e T10 e T11 seguem inferomadialmente até os três perfuram a camada posterior da aponeurose do músculo oblíquo interno e externo por trás do músculo, para terminar também em ramos cutâneos, assim como T7-T8. O principal ponto de referência no que se refere à inervação cutânea é a cicatriz umbilical. Acima desse marco a sensibilidade cutânea é carreada por T9. Ao nível da cicatriz T10 carreia as fibras sensitiva e imediatamente abaixo T11 é responsável pela inervação. T12 (Nervo subcostal) se une ao primeiro nervo lombar (dorsolombar) e acompanha os vasos subcostais na borda inferior da décima segunda costela e passa atrás do ligamento arqueado e do rim, anteriormente a parte superior do quadrado lombar, onde perfura a fáscia abdominal transversa e segue profundo ao obliquo interno. Supre a pele da região glútea anterior. Os seis nervos que conferem inervação se dividem em ramos laterais e colaterais cutâneos antes de alcançar o ângulo costal. Os ramos laterais perfuram o obliquo interno e os intercostais se dividindo em ramos anteriores e posteriores, que suprem a pele do abdome e do dorso.
Os dermátomos são níveis sensitivos que refletem a raiz dorsal responsável pelo carreio da sensibilidade em suas mais variadas modalidades (tato epicrítico, tato protopático, térmica, álgica, propriocepção, vibração). Lesões nos nervos intercostais são pouco apreciáveis na clínica médica, visto que a inervação é extremamente compartilhada entre as raízes torácicas. Apenas a lesão de dois ou mais nervos intercostais pode produzir alguma clínica de anestesia ou paresia variável. Entretanto, no que se refere a lesão medular, o abdome possui níveis sensitivos úteis na identificação da altura da lesão, o que pode auxiliar muito o diagnóstico de neurotmeses e axoniotmeses.